# العلاقات التوغوية القرغيزستانية
العلاقات التوغولية القيرغيزستانية هي العلاقات الثنائية التي تجمع بين توغو وقيرغيزستان.

## مقارنة بين البلدين
هذه مقارنة عامة ومرجعية للدولتين:
| وجه المقارنة                                              | توغو            | قيرغيزستان                      |
| --------------------------------------------------------- | --------------- | ------------------------------- |
| المساحة (كم2)                                             | 56.78 ألف       | 199.95 ألف                      |
| عدد السكان (نسمة)                                         | 7.80 مليون      | 6.20 مليون                      |
| الكثافة السكانية (ن./كم²)                                 | 137.37          | 31.01                           |
| العاصمة                                                   | لومي            | بيشكك                           |
| اللغة الرسمية                                             | لغة فرنسية      | اللغة الروسية، اللغة القيرغيزية |
| العملة                                                    | فرنك غرب أفريقي | سوم قيرغيزستاني                 |
| الناتج المحلي الإجمالي (بليون دولار)                      | 4.81 مليار      | 7.56 مليار                      |
| الناتج المحلي الإجمالي (تعادل القوة الشرائية) بليون دولار | 10.67 مليار     | 20.45 مليار                     |
| الناتج المحلي الإجمالي الاسمي للفرد دولار أمريكي          | 559             | 1.10 ألف                        |
| الناتج المحلي الإجمالي للفرد دولار أمريكي                 | 1.43 ألف        |                                 |
| مؤشر التنمية البشرية                                      | 0.484           | 0.655                           |
| رمز المكالمات الدولي                                      | +228            | +996                            |
| رمز الإنترنت                                              | .tg             | .kg                             |
| المنطقة الزمنية                                           | 00              | ت ع م+06:00                     |

## منظمات دولية مشتركة
يشترك البلدان في عضوية مجموعة من المنظمات الدولية، منها:
| علم المنظمة | اسم المنظمة                                                | تاريخ انضمام توغو | تاريخ انضمام قيرغيزستان |
| ----------- | ---------------------------------------------------------- | ----------------- | ----------------------- |
|             | مؤسسة التنمية الدولية                                      | 21 أغسطس 1962     | 24 سبتمبر 1992          |
|             | يونسكو                                                     | 17 نوفمبر 1960    | 2 يونيو 1992            |
|             | وكالة ضمان الاستثمار متعدد الأطراف                         | 15 أبريل 1988     | 21 سبتمبر 1993          |
|             | الأمم المتحدة                                              | 20 سبتمبر 1960    | 2 مارس 1992             |
|             | العملية المشتركة للاتحاد الأفريقي والأمم المتحدة في دارفور | ?                 | ?                       |
|             | الاتحاد البريدي العالمي                                    | ?                 | ?                       |
|             | البنك الدولي للإنشاء والتعمير                              | 1 أغسطس 1962      | 18 سبتمبر 1992          |
|             | منظمة التعاون الإسلامي                                     | ?                 | ?                       |
|             | منظمة حظر الأسلحة الكيميائية                               | ?                 | ?                       |
|             | الاتحاد الدولي للاتصالات                                   | 14 سبتمبر 1961    | 20 يناير 1994           |
|             | مؤسسة التمويل الدولية                                      | 4 سبتمبر 1962     | 11 فبراير 1993          |
|             | منظمة التجارة العالمية                                     | ?                 | ?                       |
|             | منظمة الشرطة الجنائية الدولية                              | ?                 | ?                       |

## وصلات خارجية
- موقع وزارة الخارجية القيرغيزستانية